# Jennifer de Jong
 (janvier 2019).
Si vous disposez d'ouvrages ou d'articles de référence ou si vous connaissez des sites web de qualité traitant du thème abordé ici, merci de compléter l'article en donnant les références utiles à sa vérifiabilité et en les liant à la section « Notes et références ».
 (février 2019).
Pour les articles homonymes, voir De Jong.
Jennifer de Jong, née le 17 avril 1976 à Amsterdam,,, est une actrice, présentatrice, mannequin et gérante de restaurant néerlandaise.

## Carrière
Jennifer est née en 1976 d'un père néerlandais et d'une mère chinoise.

## Filmographie

### Cinéma et téléfilms
- 1996-1997 : Fort Alpha (nl) : Julia Landgraaf
- 1999 : Pittige tijden (nl) : Kokkie van Peppie
- 2001 : Baantjer :  Lia Stam
- 2002 : Costa! (nl) : Lycha
- 2004 : Fighting Fish (nl) : Lynn
- 2004-2005 : Het glazen huis (nl) : Britt Vos
- 2007 : Grof Vuil : Juliette
- 2007 : Moordwijven (nl) : Pamela
- 2013 : Zusjes (nl) : Kathy Jonk
- 2017 : Max, Génie Malgré Lui : La femme en noir

## Animation
- 2005 : Weetjewel : Présentatrice